# Videokunst

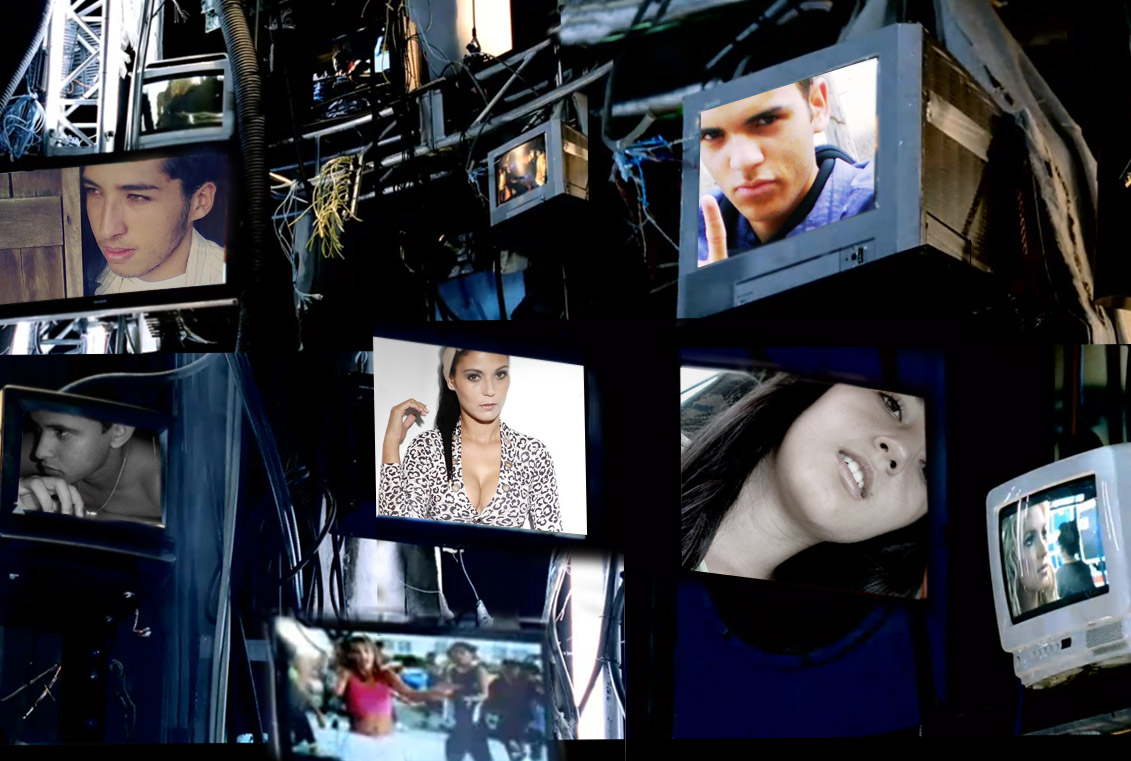
Video-installatie

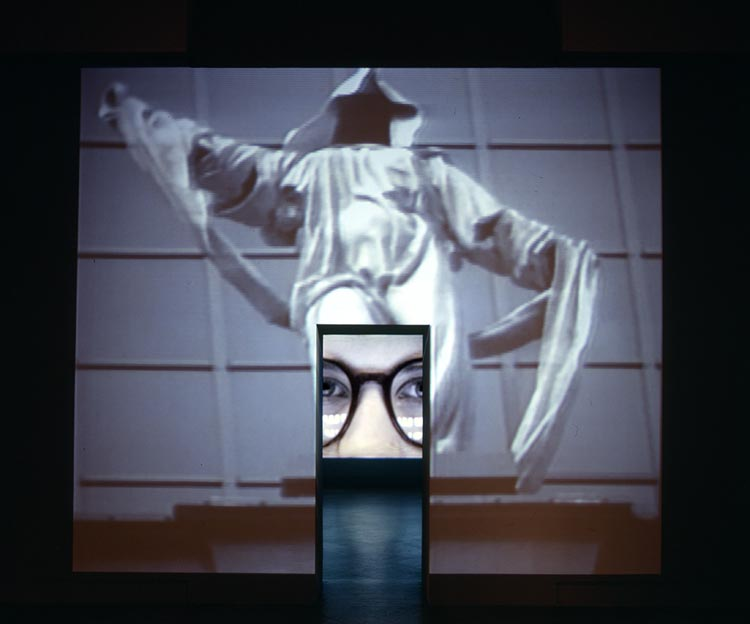
Doug Hall: People In Buildings

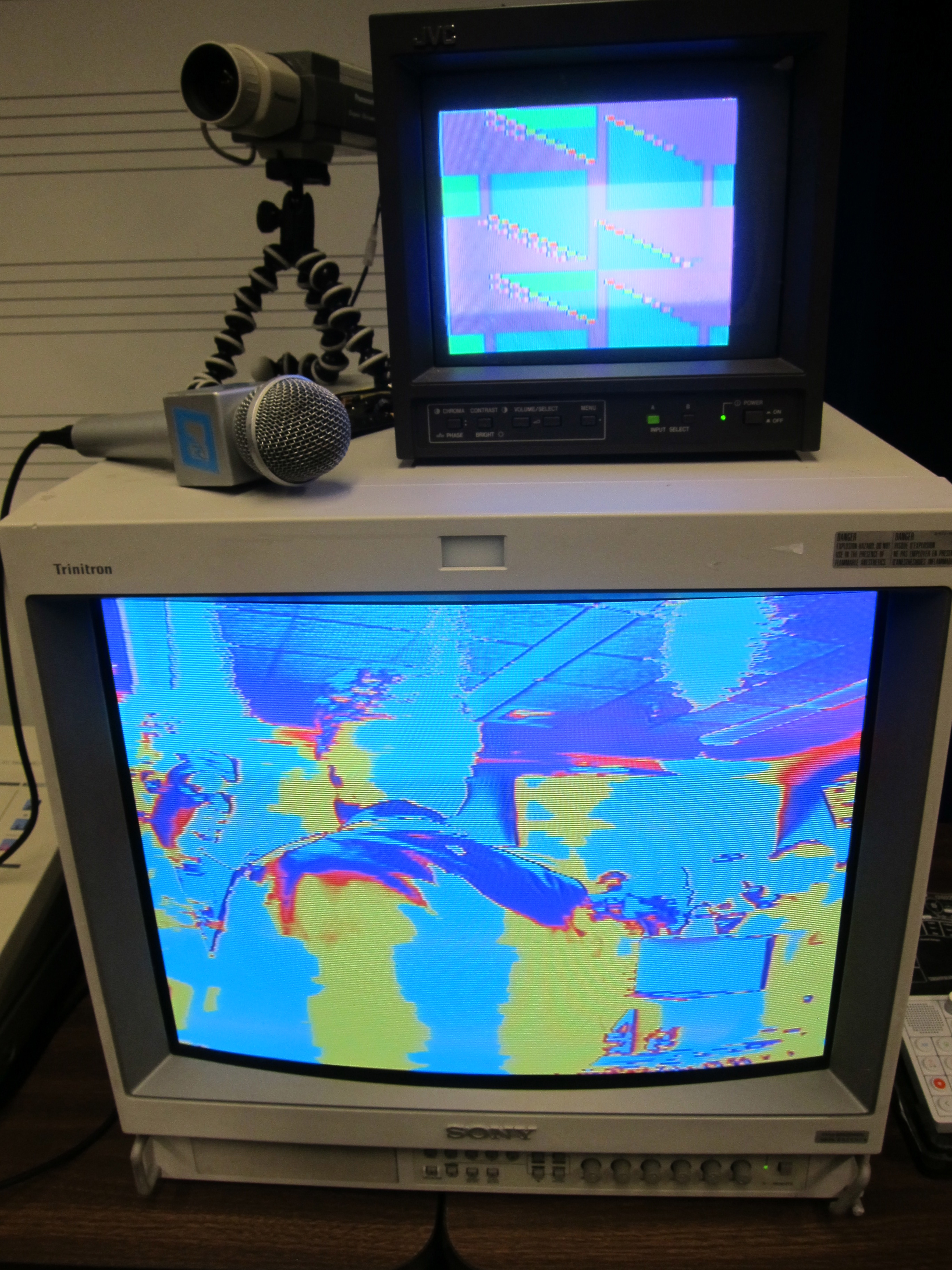
Videosynthesizer

Videokunst is een beeldende kunstvorm waarbij zowel in het productieproces als in de presentatie, video als medium wordt gebruikt.
In haar verschillende varianten als installatie of op zichzelf staande film is de ontwikkeling van de videokunst sterk gekoppeld aan de mogelijkheden op het gebied van opname- en bewerkingstechniek.
Pioniers op het gebied van de videokunst zijn de Koreaan Nam June Paik en de Duitser Wolf Vostell. In het begin van de jaren zestig hielden zij zich als eersten op een destructieve en manipulatieve wijze bezig met televisie als massamedium. In de daaropvolgende jaren bleef de kritische zelfbespiegeling van dit medium steeds een belangrijk artistiek thema. Met het makkelijk en betaalbaar beschikbaar komen van film en vooral video, is videokunst vooral een ander medium waarmee kunstenaars zich uitdrukken.

## Geschiedenis
In 1965 kwam het eerste draagbare videosysteem op de markt geproduceerd door Sony. De Koreaanse kunstenaar Nam June Paik kocht een set. Toen hij in een taxi vastraakte in een file die was veroorzaakt door de stoet van Paus Paulus VI, bij diens bezoek aan New York, legde hij de stoet vast en vertoonde deze opname diezelfde avond in kunstenaarscafé Café à Go-Go. Dit wordt beschouwd als de eerste manifestatie van videokunst.
De opkomst van digitale video in de jaren negentig, met daarbij de mogelijkheid met een betaalbare computer te monteren en te bewerken heeft de videokunst tot een steeds meer geaccepteerde kunstdiscipline gemaakt. Vaak wordt het werk van vj's ook tot videokunst gerekend. In 2006 kreeg de videokunst een enorme boost doordat het mogelijk werd om goedkoop webvideo te publiceren.

## Kenmerken
In Nederland verwijst de term videokunst meestal naar kunst gemaakt met bewegend beeld met een experimenteel karakter. Videokunst omvat daarmee, naast video-installaties en op vertoning in museale setting gerichte werken, ook de experimentele film of de avant-garde-film.
Videokunstfilms onderscheiden zich van bioscoopfilms doordat ze niet alle aspecten bevatten die in normale bioscoopfilms zitten. Videokunst heeft ook niet als voornaamste doel vermaken. Belangrijke kenmerken die afwezig kunnen zijn in videokunst zijn:
- De plot. De werken hoeven niet noodzakelijk naar een einde te werken en karakterontwikkeling te bevatten. Bovendien worden ze in een museum vaak herhalend getoond, waardoor bezoekers niet bij het begin van een film starten met kijken.
- De acteurs. In videokunst wordt op een andere manier met acteren omgegaan, vaak komen er ook geen acteurs aan te pas.
- Dialoog. Videokunst kan geen dialoog bevatten.
- De techniek. Regelmatig is in videokunstwerken de techniek het onderwerp. Of worden bepaalde technieken genegeerd, zoals belichting, montage of wijze van vertoning.

Vooral geldt dat alle regels uit de conventionele cinema en televisie geschonden en onderzocht kunnen worden.
Videokunst is in verschillende categorieën te verdelen afhankelijk van verschil in uitgangspunt:
- Documentair. Videokunst waarin documentaire beelden of gevonden opnames de bron vormen voor het werk.
- Registratie. Performancekunstenaars gebruiken regelmatig video om hun act vast te leggen en later tentoon te stellen.
- Fictie. Hieronder vallen werken die geënsceneerd en bedacht zijn voor het videokunstwerk.
- Medium-specifiek. Experimenten naar de mogelijkheden van de videotechniek zelf.

## Videokunstenaars
Sinds de jaren zeventig zijn er een aantal algemeen geroemde videokunstenaars, die regelmatig exposeren in gerenommeerde musea voor moderne kunst. Zoals de Amerikanen Bill Viola, Doug Aitken, Matthew Barney, Bruce Nauman en Tony Oursler. Daarnaast zijn er internationale artiesten zoals Nam June Paik uit Korea, Marina Abramović uit Servië, de uit Zwitserland afkomstige Pipilotti Rist en de Canadees Stan Douglas. 
Bekende Nederlandse videokunstenaars zijn Annie Abrahams, Bas Jan Ader, Livinus van de Bundt, René Coelho, Arno Coenen, Ricardo Füglistahler, Nan Hoover, Jop Horst, Gerald van der Kaap, Marieke van der Lippe, Aernout Mik, Menno de Nooijer, Paul de Nooijer, Erwin Olaf, Saskia Olde Wolbers, Julika Rudelius, Lydia Schouten, Stansfield/Hooykaas, Guido van der Werve, Frans Zwartjes.
Enkele bekende Belgische videokunstenaars zijn pionier Danny Matthys (Zottegem 1947), Marie-Jo Lafontaine (Antwerpen, 1950) en voor de jongere generatie David Claerbout, Michel François, Hans Op de Beeck, Ria Pacquée, Nicolas Provost, Ivo Provoost, Anouk De Clercq, Frank Theys, Koen Theys en Emmanuel Van der Auwera.
In Nederland werd videokunst tot oktober 2012 bevorderd door het Nederlands Instituut voor Mediakunst, waarna onderzoek, conservering en distributie van videokunst overgedragen werd aan de (nieuwe) organisatie LIMA in Amsterdam.
In België wordt aandacht aan videokunst besteed door het kunstencentrum Argos en door de organisatie Contour Mechelen vzw in Mechelen.